# Naracauli e altre storie
Naracauli e altre storie è l'ottavo album in studio della band italiana Nomadi. Venne pubblicato nel 1978 in Italia dalla EMI Italiana.

## Tracce
Tutti i brani sono stati scritti da Maurizio Bettelli.
1. Naracauli (4' 14")
2. Joe Mitraglia (7' 17")
3. La mia canzone per gli amici (4' 37")
4. Luisa (5' 46")
5. Non credevi (3' 57")
6. Rebecca (un gioco di società) (5' 34")

## Formazione
Gruppo
- Augusto Daolio – voce
- Beppe Carletti – tastiera
- Chris Dennis – chitarra, violino, armonica
- Umberto Maggi – basso
- Paolo Lancellotti – batteria

Altri musicisti
- Glauco Zuppiroli – basso
- Maurizio Solieri – chitarra
- Maurizio Bettelli – armonica a bocca